# Хільдеберт Усиновлений
Хільдеберт (*Hildebert Adoptivus, бл. 650 — 18 жовтня 662) — король Австразії у 656—661 роках.

## Життєпис
Походив з роду Піпінідів. Син Грімоальда, майордома Австразії, та онук Піпіна Ланденського. Про дату народження Хільдеберта немає відомостей.
Оскільки у короля Сігіберта III тривалий час не було дітей, Грімоальд переконав того у 652 році усиновити і призначити спадкоємцем Хільдеберта. Незабаром після цього у Сігіберта III народився син Дагоберт.
Незважаючи на це, після того як короля у 656 році було вбито в результаті змови, Грімоальд домігся обрання королем Австразії Хільдеберта, а законного спадкоємця Дагоберта постриг у ченці і відправив до Ірландії.
Втім незабаром частина австразійської знаті повстала, не бажаючи посилення роду Піпінідів та виступаючи проти короля не з династії Меровінгів. За допомогою вони звернулися до Хлодвіга II і Еброїна, мажордома Нейстрії. Війська Нейстрії рушили проти Грімоальда, повалили того та відправили до Парижа, де запроторено до в'язниці і там закатовано до смерті. Водночас у 661 році було повалено короля Хільдеберта, якого вбито у 662 році.